# Cypraecassis wilmae
Cypraecassis wilmae is een slakkensoort uit de familie van de Cassidae. De wetenschappelijke naam van de soort is voor het eerst geldig gepubliceerd in 2000 door Kreipl & Alf.